# جاده ئی۰۰۸ اروپا
جاده ئی۰۰۸ اروپا (به انگلیسی: European route E008) یکی از جاده‌های درجه ۲ قاره اروپا است.
این جاده که در کشور تاجیکستان قرار دارد، از شهر دوشنبه شروع شده در شهر مرغاب به پایان میرسد.